# Чемпионат Беларуси по боксу 2020
Чемпионат Белоруссии по боксу 2020 года среди мужчин и женщин проходил в Молодечно 6—10 октября. Участвовало 59 мужчин и 28 женщин. Из-за пандемии Пандемия COVID-19 чемпионат прошёл без зрителей. Турнир стал подготовительным этапом для олимпийской квалификации в Токио и для чемпионата мира.

## Медалисты мужчины
| Весовая категория | Золото                                 | Серебро                                | Бронза                                                                  |
| ----------------- | -------------------------------------- | -------------------------------------- | ----------------------------------------------------------------------- |
| до 52 кг          | Денис Солоцких Гродненская область     | Евгений Кармильчик Гродненская область | Милан Дойлидов Брестская область Рамил Алиев Гомельская область         |
| до 57 кг          | Антон Черномаз Могилёвская область     | Кирилл Леванков Могилёвская область    | Дмитрий Горбацевич Минск Максим Паньков Гомельская область              |
| до 60 кг          | Артур Туниев Могилёвская область       | Дмитрий Бальков Гомельская область     | Назар Фадеев Гродненская область Владислав Стельманов Витебская область |
| до 63 кг          | Дмитрий Асанов Минская область         | Егор Курбанов Брестская область        | Артур Теханович Гродненская область Евгений Олейник Брестская область   |
| до 69 кг          | Александр Родионов Могилёвская область | Ян Круковский Витебская область        | Евгений Макарчук Минск Алексей Цыбранков Минская область                |
| до 75 кг          | Виталий Бондаренко Минск               | Глеб Синькевич Витебская область       | Александр Голаев Гомельская область Кирилл Самодуров Гомельская область |
| до 81 кг          | Алексей Алфёров Гродненская область    | Александр Филипович Минск              | Дмитрий Вишневский Витебская область Данила Голод Брестская область     |
| до 91 кг          | Владислав Смягликов Гомельская область | Игорь Граков Витебская область         | -                                                                       |
| свыше 91 кг       | Дмитрий Макаревич Минск                | Виктор Чварков Гомельская область      | Вадим Мороз Минск Егор Лашков Витебская область                         |

## Медалисты женщины
| Весовая категория | Золото                             | Серебро | Бронза |
| ----------------- | ---------------------------------- | ------- | ------ |
| до 48 кг          | Ольга Лущик Минск                  |         |        |
| до 51 кг          | Юлия Апанасович Гомельская область |         |        |
| до 54 кг          | Александра Карпович                |         |        |
| до 57 кг          | Ульяна Есипенко Витебская область  |         |        |
| до 60 кг          | Алла Стародуб                      |         |        |
| до 64 кг          | Арина Данильчик                    |         |        |
| до 69 кг          | Алина Вебер Гомельская область     |         |        |
| до 75 кг          |                                    |         |        |
| до 81 кг          |                                    |         |        |
| свыше 81 кг       |                                    |         |        |